# Колобиано
Колобиа̀но (на италиански: Collobiano; на пиемонтски: Colobian, Колобиан) е село и община в Северна Италия, провинция Верчели, регион Пиемонт. Разположено е на 143 m надморска височина. Населението на общината е 108 души (към 2010 г.).